# Ja još spavam u tvojoj majici
Ja još spavam u tvojoj majici è il sesto album in studio della cantante serba Ceca. Il disco è stato pubblicato nel 1994.

## Tracce
1. Ja još spavam
2. Devojko veštice
3. Vazduh koji dišem
4. Tražio si sve
5. Ne računaj na mene (feat. Mira Škorić)
6. Neću da budem k'o mašina
7. K'o nekad u osam
8. Kuda idu ostavljene devojke